# Glenn Strömberg
Glenn Strömberg (5 de janeiro de 1960) é um futebolista sueco. Venceu, em 1982 a UEFA Cup com a equipe do IFK Göteborg. Jogou também nas equipes do Benfica e Atalanta. Foi eleito em 1985 o futebolista sueco do ano.